# Släktforskning i Finland
Släktforskning eller genealogi i Finland har stora likheter med släktforskning i Sverige. 
Finska kyrkböcker är skrivna på svenska fram till minst 1880. I kusttrakten och de svenska församlingarna är språket svenska även för nyare böcker. Nästan alla församlingars kyrkböcker är skannade och finns, med några undantag, fritt tillgängliga på nätet. Fri tillgänglighet är tillåtet 100 år efter att personen är avliden. För uppgifter om senare händelser måste man kontakta församlingen direkt.

## Databaser
Här följer några databaser och webbplatser som ofta används av svensktalande släktforskare: 
- Arkivverkets digitala arkiv: inskannade kyrkböcker (originalmaterial).[2]
- HisKi: sökbara avskrifter av innehållet i många av ovanstående kyrkböcker med varierande tidsspann. Avskrifterna har gjorts av frivilliga användare och är sekundärkällor där felskrivningar kan förekomma, så originalkällan bör kontrolleras.[3] (Tillhandahålles av Genealogiska Samfundet i Finland.)
- Digihakemisto: innehållsförteckningar för ovanstående kyrkböcker och annat material som finns inskannat på arkivverket. Denna indexering har gjorts av frivilliga användare. [4]
- Finlands Släkthistoriska Förening (FSHF, finskt namn sukuhistoria): Grundades 2004. Medlemskap i denna förening ger tillgång till ytterligare och nyare digitaliserat originalmaterial.[5]
- Gravinskrifter och gravbilder: Uppdateringen av gravregistret har varit bristande på senare år.[6] (Tillhandahålles av Genealogiska Samfundet i Finland.) Findagrave[7] ger mycket av samma material men inte allt.
- Finska migrationsverket: kan ge ledtrådar för personer som har flyttat utomlands. Fullt sökresultat är avgiftsbelagt.[8]
- Finska flyktingar i Sverige under stora ofreden: förteckningar över präster och andra inom förvaltningen som flydde till Sverige under den stora ofreden (Stora Nordiska kriget) 1700-1721.[9]
- Katiha (Karelen-databasen): Databas med personuppgifter mellan 1700 och 1949 hämtade från kyrkböcker i S:t Michels nationalarkiv (finskt användargränssnitt)[10]
- Katiha: Historieforskning, medicinsk genetik, samhällsvetenskaplig forskning,  genealogi och nomenklaturforskning med anknytning till Karelen (finskt användargränssnitt).[9]
- Diplomatarium Fennicum: Finska medeltidsbrev[11]
- Svensk-Finsk ordbok för juridiskt och officiellt språk (finskt användargränssnitt)[12]